# Interstate 55 Business Loop (Bloomington-Normal, Illinois)
La Interstate 55 Business Loop (abreviada I-55 Bus Loop) es una arteria periférica de la Interestatal 55 en Bloomington-Normal ubicada en el estado de Illinois. La autopista inicia en el norte desde la Salida 167 en la Ruta Histórica 66 Normal y termina en el sur en la salida 134B como Veterans Parkway en Bloomington. Varias secciones de la autopista en el área de Bloomington, están señalizadas como la Ruta Histórica 66.

## Recorrido
La Interstate 55 Business Loop en Bloomington-Normal forman la sección sur y este del circuito vial. Esta ruta también fue una de las últimas adiciones de la Ruta Histórica 66. En el extremo este, la mayoría de los centros comerciales del área metropolitana están ubicadas a lo largo del Loop I-55.

## Mantenimiento
Al igual que las carreteras estatales, las carreteras federales, la Interstate 55 Business Loop es administrada y mantenida por el Departamento de Transporte de Illinois por sus siglas en inglés IDOT.